# ولادیمیر نوویکوف (ژیمناست)
ولادیمیر نوویکوف (روسی: Владимир Анатольевич Новиков؛ زادهٔ ۴ اوت ۱۹۷۰) ژیمناست هنری اهل اتحاد جماهیر شوروی سوسیالیستی است.
وی در مسابقات کشوری و بین‌المللی در مجموع برندهٔ ۳ مدال طلا شده‌است.